# Lijst van voetbalinterlands Syrië - Taiwan
Deze lijst van voetbalinterlands is een overzicht van alle officiële voetbalwedstrijden tussen de nationale teams van Syrië en Taiwan (Chinees Taipei). De landen hebben tot op heden vier keer tegen elkaar gespeeld. De eerste ontmoeting, een kwalificatiewedstrijd voor het Wereldkampioenschap voetbal 1994, werd gespeeld in Teheran (Iran) op 23 juni 1993. Het laatste duel, een kwalificatiewedstrijd voor de Azië Cup 2007, vond plaats op 15 november 2006 in Damascus.

## Wedstrijden
| № | Plaats   | Datum            | Competitie                 | Wedstrijd              | Uitslag |
| - | -------- | ---------------- | -------------------------- | ---------------------- | ------- |
| 1 | Teheran  | 23 juni 1993     | WK 1994 kwalificatie       | Chinees Taipei − Syrië | 0 − 2   |
| 2 | Damascus | 2 juli 1993      | WK 1994 kwalificatie       | Syrië − Chinees Taipei | 8 − 1   |
| 3 | Taipei   | 1 maart 2004     | Azië Cup 2007 kwalificatie | Chinees Taipei − Syrië | 0 − 4   |
| 4 | Damascus | 15 november 2006 | Azië Cup 2007 kwalificatie | Syrië − Chinees Taipei | 3 − 0   |

## Samenvatting
| Competitie            | Totaal gespeeld | Winst Syrië | Gelijk | Winst Chinees Taipei | Doelsaldo Syrië – Chinees Taipei |
| --------------------- | --------------- | ----------- | ------ | -------------------- | -------------------------------- |
| WK-kwalificatie       | 2               | 2           | 0      | 0                    | 10 − 1                           |
| Azië Cup-kwalificatie | 2               | 2           | 0      | 0                    | 7 − 0                            |
| Totaal                | 4               | 4           | 0      | 0                    | 17 − 1                           |

SFA · A-internationals · Syrisch vrouwenelftal
1940 - 1949 · 
1950 - 1959 · 
1960 - 1969 · 
1970 - 1979 · 
1980 - 1989 · 
1990 - 1999 · 
2000 – 2009 · 
2010 – 2019 ·
2020 − 2029
Afghanistan ·
Algerije ·
Australië ·
Bahrein ·
Bangladesh ·
Cambodja ·
China ·
Cyprus ·
Egypte ·
Filipijnen ·
Griekenland ·
Guam ·
Haïti ·
Hongkong ·
India ·
Indonesië ·
Irak ·
Iran ·
Japan ·
Jemen ·
Jordanië ·
Kazachstan ·
Kirgizië ·
Koeweit ·
Laos ·
Libanon ·
Libië ·
Malediven ·
Maleisië ·
Marokko ·
Mauritanië ·
Mauritius ·
Myanmar ·
Nepal ·
Noord-Korea ·
Oezbekistan ·
Oman ·
Pakistan ·
Palestina ·
Qatar ·
Rusland ·
San Marino ·
Saoedi-Arabië ·
Singapore ·
Soedan ·
Sovjet-Unie ·
Sri Lanka ·
Tadzjikistan ·
Taiwan ·
Thailand ·
Tunesië ·
Turkije ·
Turkmenistan ·
Venezuela ·
Verenigde Arabische Emiraten ·
Vietnam ·
Wit-Rusland ·
Zuid-Jemen ·
Zuid-Korea ·
Zweden
CTFA ·
Bondscoaches ·
vrouwenvoetbalelftal ·
Topscorers
Afghanistan ·
Australië ·
Bahrein ·
Bangladesh ·
Brunei ·
Cambodja ·
Fiji ·
Filipijnen ·
Grenada ·
Guam ·
Hongkong ·
India ·
Indonesië ·
Irak ·
Iran ·
Israël ·
Japan ·
Jordanië ·
Kenia ·
Kirgizië ·
Koeweit ·
Laos ·
Macau ·
Maleisië ·
Mongolië ·
Myanmar ·
Nepal ·
Nieuw-Zeeland ·
Noord-Korea ·
Oezbekistan ·
Oman ·
Oost-Timor ·
Pakistan ·
Palestina ·
Panama ·
Saint Kitts en Nevis ·
Salomonseilanden ·
Saoedi-Arabië ·
Singapore ·
Sri Lanka ·
Syrië ·
Thailand ·
Trinidad en Tobago ·
Turkmenistan ·
Vietnam ·
Zuid-Korea ·
Zuid-Vietnam